# Fiskardo
Fiskardo är en ort i Grekland.   Den ligger i prefekturen Nomós Kefallinías och regionen Joniska öarna, i den västra delen av landet, 280 km väster om huvudstaden Aten. Fiskardo ligger 9 meter över havet och antalet invånare är 198. Den ligger på ön Kefalonia Island.
Terrängen runt Fiskardo är kuperad åt sydost, men åt nordväst är den platt. Havet är nära Fiskardo åt nordväst. Runt Fiskardo är det ganska glesbefolkat, med 25 invånare per kvadratkilometer. Närmaste större samhälle är Itháki, 16,3 km sydost om Fiskardo. 